# Haderonia arschanica
Haderonia arschanica är en fjärilsart som beskrevs av Alphéraky 1882. Haderonia arschanica ingår i släktet Haderonia och familjen nattflyn. Inga underarter finns listade i Catalogue of Life.